# جوني مورتيمر (ملحن)
جوني مورتيمر (بالإنجليزية: Johnnie Mortimer)‏ هو كاتب سيناريو وملحن بريطاني، ولد في 2 يوليو 1931 في إنجلترا في المملكة المتحدة، وتوفي بنفس المكان في 2 سبتمبر 1992.

## وصلات خارجية
- جوني مورتيمر على موقع IMDb (الإنجليزية)
- جوني مورتيمر على موقع ألو سيني (الفرنسية)
- جوني مورتيمر على موقع قاعدة بيانات الفيلم (الإنجليزية)
- جوني مورتيمر على موقع كينوبويسك (الروسية)